# Christian Birch-Reichenwald

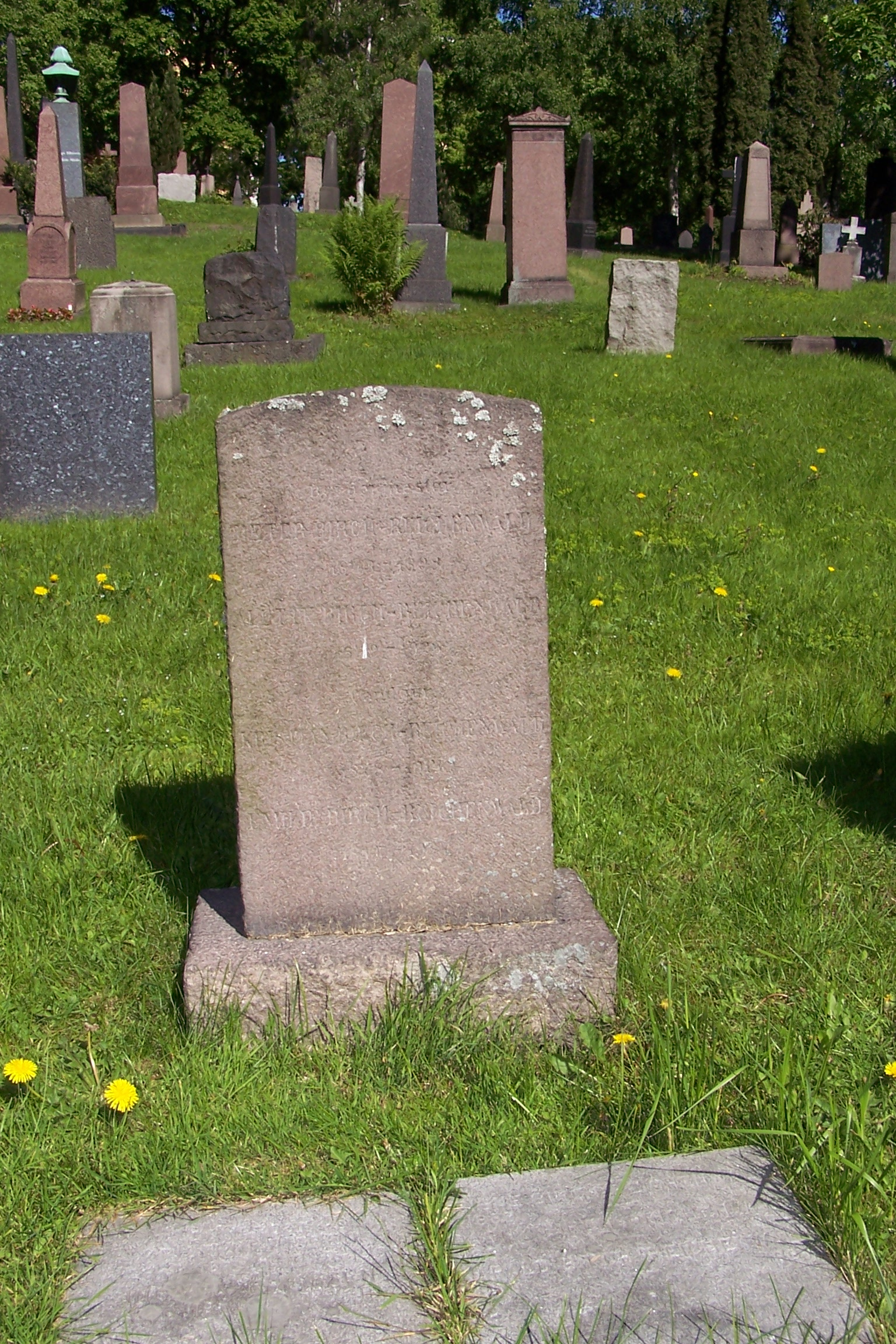
Lápida de Birch-Reichenwald.

Christian Birch-Reichenwald (4 de enero de 1814 - 8 de julio de 1891), político noruego.

## Biografía
En la universidad era el presidente de la Sociedad de alumnos de Noruega (Det Norske Studentersamfund). Era miembro del círculo social Intelligenspartiet, donde entabló amistad con personas importantes como Anton Martin Schweigaard, Bernhard Dunker y Johan Sebastián Welhaven. Se casó con una hija de Meter Motzfeldt.
Fue alcalde de Christiania en 1846. Y un año más tarde, fue nombrado Gobernador del Condado ''de Smaalene'' (hoy en día denominado Østfold). Mientras vivía allí fue elegido al Parlamento noruego en 1848 y 1854, y representó la circunscripción electoral de Moss og Drøbak. En 1855, fue designado Gobernador del principal condado en Akershus.[cita requerida]
En 1858, fue nombrado ministro de auditoría. El camino ya estaba abierto para Christian y sus partidarios, ya que el príncipe Carlos XV de Suecia y Noruega, virrey de Noruega en la época, había pedido al primer ministro y jefe de gobierno, Jørgen Herman Vogt, que “presentara su dimisión”. De acuerdo con los historiadores, Birch-Reichenwald y su amigo Georg Christian Sibben "usaron" al Príncipe Carlos en beneficio propio.
Birch-Reichenwald fue ministro de auditoría durante un año, y más tarde se hizo miembro del Consejo del Departamento Estatal en Estocolmo desde 1859 hasta 1860, y fue Ministro de Justicia y de la Policía desde 1860 hasta 1861. Ese mismo año, se debatió sobre el cargo de gobernador general. Carlos, que entretanto se había coronado Rey, no estaba dispuesto a derogar dicho cargo, y provocó que Christian (y Ketil Motzfeldt) dimitieran. El cargo de gobernador general no fue suprimido hasta 1873.
En 1862, Birch-Reichenwald fue elegido alcalde de Cristiana por segunda vez, y desempeñó sus funciones a lo largo de ese año, representando así la circunscripción electoral de Christiania, Hønefoss og Kongsvinger. Desde 1864 hasta 1865, fue alcalde de Christiania por tercera vez y de nuevo, en 1865 fue elegido al Parlamento.
Desde 1869 hasta 1889 trabajó como magistrado estipendiario de distrito (sorenskriver). Murió en 1891 y fue enterrado en Vår Frelsers gravlund. 